# 本願寺至心教堂
本願寺至心教堂（ほんがんじししんきょうどう）は、京都府京都市下京区にある浄土真宗本願寺派の直属寺院。 住職は浄土真宗本願寺派門主が兼ねるが、主管が置かれて実務を管理している。

## 概要
西本願寺の門前町の一角、国際センター内にある寺院。国際センターは宗派の事務機関としての寺院活動支援部（国際伝道担当）と直属寺院としての本願寺至心教堂が一体となっている。本項では両者をあわせて総合的に扱うこととする。
国際センター内にあるように国際伝道に特化した寺院である。

## 歴史
- 1942（昭和17）年　- 広瀬精一が上京区に財団法人「至心会（寮）」を設立する。主に龍谷大学、大谷大学、京都大学の学生を入寮させ、学業の支援、指導をおこなった。広瀬は広島で被爆した親鸞の銅像をニューヨーク仏教会に寄贈したことで広く知られているが、国際伝道に対する熱意のある人であった。
- 1953（昭和28）年 - 至心寮を寺院化し「至心寺」と改める。海外開教区からの留学生の滞在先として提供される。
- 1959（昭和34）年 - 「至心寺」の土地と建物を本願寺に寄贈する。
- 1960（昭和35）年 - 宗教法人「本願寺至心教堂」発足。
- 1971（昭和46）年 - 老朽化のため教堂の土地建物を売却。新たに「本願寺国際センター」を建設するための資金に充当された。
- 1973（昭和48年）年11月 - 現在の場所に「本願寺国際センター」が完成。「本願寺至心教堂」は同センター内２階に寺基を移し、設立時に広瀬より御本尊・仏壇・仏具一式および、前庭の親鸞聖人像を寄進される。
- 1991（平成3）年 - 福岡の高丘セツからの寄付により「御本尊」、並びに「仏具一式」が新調された。
- 2012（平成24）年 - 名称を「国際センター」に改める。

## 境内
- 1階 - 本願寺派寺院活動支援部（国際伝道担当）事務所[2]
- 2階 - 至心教堂本堂、聖典翻訳委員会研究室
- 3階 - 研修室
- 4階 - 研修室
- 親鸞聖人銅像